# PtX Lab Lausitz
Das PTX Lab Lausitz (Praxislabor für Kraft- und Grundstoffe aus grünem Wasserstoff, auch PtX-Zentrum Lausitz) ist eine Einrichtung des Bundesumweltministeriums und wurde im Juli 2019 vorgestellt. Es versteht sich als Wissensplattform, Impulsgeber und Ansprechpartner für Industrie, Politik und Wissenschaft und ist ein Klimaschutz-Baustein für die Industrie und den Verkehr sowie Teil des Strukturwandels des Ausstiegs aus der Braunkohle in der Region Lausitz.

## Geschichte
Die Errichtung eines Kompetenzzentrums für die nachhaltige Erzeugung und Nutzung von Power-to-X (PtX) war Bestandteil eines im Mai 2019 vorgestellten Eckpunktepapiers des Bundesministeriums für Wirtschaft und Energie. Im Juli 2019 stellte die damalige Bundesumweltministerin Svenja Schulze mit dem PtX-Zentrum Lausitz ein Aktionsprogramm für den Einsatz von strombasierten Brennstoffen (E-Fuels) vor. Am 16. August 2019 wurde in Cottbus eine Vereinbarung zur Gründung eines Forschungszentrums für „Power-to-X-Technologien“ von Svenja Schulze und Brandenburgs Ministerpräsident Dietmar Woidke gemeinsam mit Vertretern aus der Wirtschaft (u. a. Rolls-Royce, Deutsches Zentrum für Luft- und Raumfahrt, BASF Schwarzheide) unterzeichnet.
Die Gründung des PtX Lab Lausitz erfolgte am 2. März 2021 auf Basis des Strukturstärkungsgesetz Kohleregionen (StStG). Am 23. August 2021 wurde das PtX Lab Lausitz offiziell eröffnet.

## BMU-Aktionsprogramm PtX „Power-to-X“ (2019)
Im Juli 2019 stellte das Bundesumweltministeriums das BMU-Aktionsprogramm PtX „Power-to-X“ vor, das sich aus vier Elementen zusammensetzt:
- Know-how-Transfer – BMU Stakeholder-Dialog PtX / BMU PtX-Fachtagung
- Markthochlauf testen – Förderung von PtX-Vorhaben im Rahmen der Internationalen Klimaschutzinitiative (IKI)
- Deutschlandweite Vernetzung ausweiten und Know-how bündeln – Gründung eines PtX-Kompetenzzentrums in einer Energieregion Lausitz
- Synergien heben – Gründung eines international ausgerichteten BMU-PtX-Sekretariats[7]

## Ziele und Umsetzung
Das Power-to-X (PtX)-Zentrum wurde in Cottbus errichtet und soll gasförmige und flüssige CO2-neutrale Brennstoffe aus grünem Wind- und Sonnenstrom gewinnen. Das ist zukünftig erforderlich, um die Brennstoffversorgung für Flugzeuge und Schiffe, aber auch für die Energieversorgung der Stahl-, Zement- oder Chemieindustrie, zu sichern. Projektträgerin des PtX Lab Lausitz ist die gemeinnützige GmbH (gGmbH) „Zukunft – Umwelt – Gesellschaft“ (ZUG), deren alleinige Gesellschafterin das Bundesministerium für Umwelt, Naturschutz, nukleare Sicherheit und Verbraucherschutz ist. PtX Lab Lausitz wird Teil des Lausitz Science Parks. Neben den geplanten 60 Stellen soll die notwendige Infrastruktur ausgebaut werden, um auch Demonstrationsvorhaben durchzuführen. Bis 2024 stehen dafür Mittel von bis zu 180 Millionen Euro aus dem Strukturstärkungsgesetz zur Verfügung. Das PtX Lab Lausitz ist Mitglied des am 14. Dezember 2022 gegründeten Vereins Lausitz Science Network.
Die Braunkohleregionen erhalten bis 2038 bis zu 14 Milliarden Euro für Investitionen, um die durch die Schließungen der Braunkohlegruben entstehenden Nachteile für die Region auszugleichen. Das wurde von der Kommission für Wachstum, Strukturwandel und Beschäftigung im Mai 2019 vorgeschlagen und das Gesetz und die darin enthaltenen Maßnahmen wurden im August 2019 vom Bundeskabinett beschlossen.